# Frank Kalabat

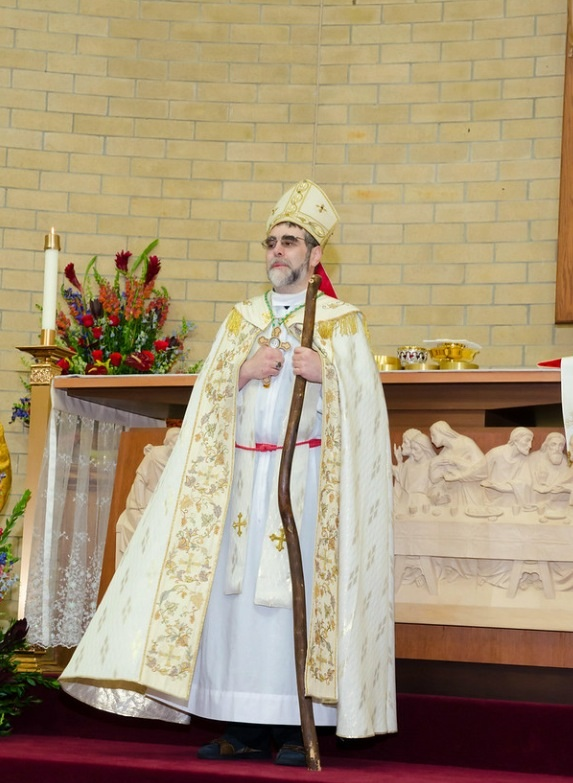
Frank Kalabat

Frank Yohana Kalabat (* 13. Mai 1970 in Kuwait) ist ein kuwaitischer Geistlicher und chaldäisch-katholischer Bischof von Saint Thomas the Apostle of Detroit.

## Leben
Frank Kalabat empfing am 5. Juli 1995 durch den Bischof von Saint Thomas the Apostle of Detroit, Ibrahim Namo Ibrahim, das Sakrament der Priesterweihe.
Am 3. Mai 2014 ernannte ihn Papst Franziskus zum Bischof von Saint Thomas the Apostle of Detroit. Der chaldäisch-katholische Patriarch von Babylon, Louis Raphaël I. Sako, spendete ihm am 14. Juni desselben Jahres die Bischofsweihe; Mitkonsekratoren waren der Erzbischof von Detroit, Allen Vigneron, und der emeritierte Bischof von Saint Thomas the Apostle of Detroit, Ibrahim Namo Ibrahim.